# Баштырков, Андрей Андреевич
Андрей Андреевич Баштырков (21 сентября [4 октября] 1914 — 14 января 1943) — советский лётчик морской авиации в годы Великой Отечественной войны, Герой Советского Союза (22.02.1943, посмертно). Капитан (5.06.1942).

## Биография
Родился 21 сентября (4 октября) 1914 в деревне Судимирка, ныне Калининского района Тверской области, в семье рабочего. Детство и юность провёл в Угличе. Русский. Член ВКП(б) с 1941 года. В 1934 году окончил 2 курса Московского машиностроительного института. Работал токарем на 2-м Московском часовом заводе.
В Военно-Морском Флоте с августа 1934 года. В 1936 году окончил Военную школу лётчиков и летнабов морской и сухопутной авиации ВВС РККА имени Сталина в городе Ейске. С декабря 1936 года служил в ВВС Балтийского флота: младший лётчик и старший лётчик в 13-й, 31-й и 58-й отдельных морских разведывательных эскадрильях. В ноябре 1939 года переведён в ВВС Северного флота и назначен старшим лётчиком (а вскоре повышен в должности до командира звена) 118-го морского разведывательного авиационного полка. Участвовал в советско-финляндской войне 1939—1940 годов, выполнив несколько боевых разведывательных вылетов.
Участник Великой Отечественной войны с июня 1941 года, встретив её в той же должности. Участвовал в обороне Заполярья, а также совершал разведполёты к немецким базам на побережье Северной Норвегии и по отслеживанию немецкого судоходства в Баренцевом море. В январе 1942 года был переведён командиром звена в 24-й минно-торпедный авиационный полк (5-я бомбардировочная авиабригада, ВВС Северного флота) капитан Баштырков к январю 1943 года совершил 107 боевых вылетов, из них 66 ночных.
Он летал на бомбардировочные удары по аэродромам и базам противника в северной Норвегии и Финляндии, на подходе к Кольскому заливу обнаружил, атаковал и повредил 2 немецкие подводные лодки, повредив их, метко сбросил торпеды на вражеские транспорты в Варапер-фьорде и Баренцевом море, не раз бомбил важные объекты противника в порту Киркенес. За неоднократно проявленную отвагу и находчивость Баштырков был награждён орденом Красной Звезды.
14 января 1943 года на внешнем рейде порта Вардё (Северная Норвегия), преодолев плотный вражеский зенитный огонь, торпедоносец капитана Баштыркова метко поразил особо охраняемый транспорт противника и потопил его. При выходе из атаки сам получил повреждение, загорелся и упал в море. Экипаж в составе капитана Баштыркова А. А., сержанта Гаврилова В. Н. (выполнявшего обязанности штурмана), воздушного стрелка-радиста старшины Кузьмина М. В. и воздушного стрелка краснофлотца Шпунтова Н. А. погиб.
Указом Президиума Верховного Совета СССР «О присвоении звания Героя Советского Союза начальствующему составу Военно-Морского флота» от 22 февраля 1943 года за «образцовое выполнение боевых заданий командования на фронте борьбы с немецкими захватчиками и проявленными при этом отвагу и геройство» удостоен посмертно звания Героя Советского Союза.

## Награды
- Герой Советского Союза (22.02.1943, посмертно)
- орден Ленина (22.02.1943, посмертно)
- орден Отечественной войны 1-й степени (4.02.1943)
- орден Красной Звезды (8.11.1941)

## Память
- Приказом военно-морского министра СССР от 8 мая 1950 года А. А. Баштырков навечно зачислен в списки воинской части Северного флота.
- Бюст А. А. Баштыркова, в числе 53-х лётчиков-североморцев, удостоенных звания Героя Советского Союза, установлен на Аллее героев-авиаторов Северного флота, открытой 29 октября 1968 года на улице Преображенского в посёлке Сафоново около музея ВВС СФ, ЗАТО город Североморск Мурманской области (автор Э. И. Китайчук).
- Фамилия Баштыркова А. А. выбита на каменных плитах мемориала в числе 898 фамилий тех, чьих могил нет на земле, — в память лётчиков, штурманов, стрелков-радистов ВВС Краснознамённого Северного флота погибших в море в 1941—1945 годах, открытого 17 августа 1986 года на берегу Кольского залива в посёлке Сафоново (скульптор Э. И. Китайчук, архитектор В. В. Алексеев).
- Именем А. А. Баштыркова названа улица в городе Ковдор Мурманской области.